# Eupolybothrus dolops
Eupolybothrus dolops är en mångfotingart som beskrevs av Zapparoli 1998. Eupolybothrus dolops ingår i släktet Eupolybothrus och familjen stenkrypare.
Artens utbredningsområde är Grekland. Inga underarter finns listade i Catalogue of Life.